# Macrognathus tapirus
Macrognathus tapirus är en fiskart som beskrevs av Maurice Kottelat och Widjanarti 2005. Macrognathus tapirus ingår i släktet Macrognathus och familjen Mastacembelidae. IUCN kategoriserar arten globalt som livskraftig. Inga underarter finns listade i Catalogue of Life.